# Rolighedsvej
Rolighedsvej er en gade på Frederiksberg, der sammen med sine forlængelser i begge ender er med til at forbinde Københavns centrum med Bellahøj. Den løber mellem krydset Falkoner Allé/Godthåbsvej og krydset Rosenørns Allé/Bülowsvej, en strækning på ca. 500 m. Gaden er opkaldt efter landstedet Rolighed fra 1770, der stadig ligger ved gaden.
Af bygninger af interesse på Rolighedsvej kan blandt andet nævnes funkis-beboelsesejendommen Hostrups Have og hovedporten til bebyggelsen. I nr. 16 ligger Sankt Thomas Kirke og i nr. 23 Københavns Universitets Institut for Geovidenskab og Naturforvaltning.

## Historie
Rolighedsvej og dens forlængelse Godthåbsvej stammer fra en af de ældste vejforløb i området. Den var den første "kongevej" i området og var som sådan knyttet til Christian 4.s Ladegården, men den kan dog godt være ældre. Fra 1664 blev den kaldt "Den gamle Kongevej" til forskel fra den nye kongevej, den nuværende Gammel Kongevej. Gennem flere hundrede år var den også kendt som Islevvejen og senere som Grøndalsvejen. Fra omkring 1855 blev den indre del kaldt for Rolighedsvej efter landstedet Rolighed, der havde stået ved vejen fra omkring 1770. Den ydre del af vejen blev kaldt for Godthåbsvej efter landstedet Store Godthåb.
I 1850'erne blev der opført flere store fabrikker langs gaden. Bomuldsvæveriet De Rubenske Fabrikker åbnede således på hjørnet af Falkoner Allé i 1859. Samme år åbnede privathospitalet Københavns Sygehjem på den nordlige side af vejen. Et stort område på den sydlige side var reserveret til Den kongelige Veterinær- og Landbohøjskole. De flyttede ind i en ny stor bygning på Bülowsvej i 1859. Landøkonomisk Forsøgslaboratorium åbnede ved siden af Københavns Sygehjem i 1883. Frederiksberg Sukkerhus lå i nr. 18. Det blev grundlagt af Fritz Paustian i 1889.
Godsbanen mellem Nørrebro og Frederiksberg krydsede gaden fra 1864. Den blev nedlagt i 1930. I stedet ligger der nu en supercykelsti på den gamle banetracé. Selve gaden blev betjent af sporvogne, da Falkoneralléens Sporvejsselskab åbnede en linje fra Frederiksberg Runddel til den nuværende Rådhuspladsen 24. juli 1884. I dag kører buslinje 2A på gaden.
Frederiksberg Jernstøberi og Maskinfabrik blev anlagt på Falkoner Allé 42 i 1872 men flyttede til Rolighedsvej 15 i 1930'erne. Det Kongelige Danske Landhusholdningsselskab flyttede til en bygning i nr. 26, der var opført efter tegninger af Tyge Hvass.

## Bygninger og beboere
Hostrups Have i nr. 8 er en funkis-beboelsesejendom, der blev opført i 1935-1936 efter tegninger af Hans Dahlerup Berthelsen. Den er opkaldt efter forfatteren Jens Christian Hostrup (1812-1892), der havde boet i det nærliggende Rolighed. Bebyggelsen ligger der, hvor De Rubenske Fabrikker tidligere lå. Falkonerhuset i nr. 15-18 er i historicistisk stil og opført i 1897 efter tegninger af G. Hassing. Sankt Thomas Kirke i nr. 16 er en almindelig dansk folkekirke. Den blev tegnet af Carl Lendorf og indviet i 1898.
Landstedet Rolighed på nr. 21 ejes i dag af Københavns Universitet. Det blev opført omkring 1770 og er en af de få overlevende sommerhuse, der dominerede Frederiksberg fra sidest i 1700-tallet, og indtil området blev opslugt af den voksende storby København i sidste halvdel af 1800-tallet. Bag bygningen er der en gruppe tilhørende stalde og andre landbrugsbygninger omkring en central gård.
Københavns Sygehjems tidligere bygning i nr. 23 er nu hjemsted for Københavns Universitets Institut for Geovidenskab og Naturforvaltning. Den neoklassiske bygning blev opført i 1859 efter tegninger af Harald Conrad Stilling. Den blev udvidet af Rørbæk & Møller Arkitekter i 2013.
Landøkonomisk Forsøgslaboratoriums tidligere bygning i nr. 25 huser nu Institut for Fødevare- og Ressourceøkonomi. Bygningen blev opført i 1883 efter tegninger af Ludvig Fenger. Den blev suppleret med en fritstående bygning mod øst efter tegninger af Hans Georg Skovgaard i 1935. De to bygninger af nu forbundet med en skyway i glas. Komplekset er blevet solgt til Prins Henriks Skole,  der har bygget en ny skole omkring den bevaringsværdige bygning. Skolen flyttede fra Værnedamsvej til de nye lokaler på Rolighedsvej 39 den 1. november 2023.
Foran laboratoriets tidligere bygning står der en bronzestatue af N.J. Fjord (1825-1891), der blev skabt af Aksel Hansen i 1892. Fjord var en af de drivende kræfter bag grundlæggelsen af institutionen og ledede det indtil sin død. Han var også professor ved Den Kongelige Veterinær- og Landbohøjskole. Den nærliggende N.J. Fjords Allé er også opkaldt efter ham.